# NGC 2625
NGC 2625 is een elliptisch sterrenstelsel in het sterrenbeeld Kreeft. Het hemelobject werd op 30 oktober 1864 ontdekt door de Duitse astronoom Albert Marth.

## Messier 44 (Bijenkorf)
NGC 2625 en het iets westelijker gelegen sterrenstelsel NGC 2624 bevinden zich, vanaf de aarde gezien, schijnbaar net ten zuidwesten van de open sterrenhoop Messier 44, ook bekend als de bijenkorf.

## Synoniemen
- MK 625
- ZWG 89.57
- PGC 24285